# 浦添御殿
浦添御殿（うらそえおどん、沖縄語: うらしーうどぅん）は、尚穆王の次男・尚図、浦添王子朝央（1762年 - 1797年）を元祖とする琉球王族。第二尚氏の分家で、代々浦添間切（現：浦添市）の按司地頭を務めた琉球王国の大名。
一世・朝央は尚穆王、尚温王の摂政を務めた。三世・朝熹も尚育王、尚泰王の摂政を務めている。また、朝熹は沖縄三十六歌仙の一人としても知られる著名な歌人である。四世・朝忠は分家に当たる向氏奥武殿内からの養子で、廃藩置県後は脱清して独立運動を展開した頑固党の人物。浦添御殿の墓（浦添市沢岻公園内）は、浦添市内最大級の亀甲墓で市の史跡に指定されている。

## 系譜
- 一世 尚図・浦添王子朝央
- 二世 浦添按司朝英
- 三世 尚元魯・浦添王子朝熹
- 四世 向有徳・浦添按司朝忠（朝英の弟・奥武親方朝昇（向氏奥武殿内）の六男。朝熹の養子となる）